# Abdullahi Umar Ganduje
Abdullahi Umar Ganduje, né le 25 décembre 1949, est un homme politique nigérian, gouverneur de l'État de Kano de 2015 à 2023,,. Il est également vice-gouverneur de l'État, sous l'autorité de Rabiu Kwankwaso, à deux reprises, de 1999 à 2003 et de 2011 à 2015.

## Jeunesse et éducation
Ganduje naît en 1949 dans une famille peule du village de Ganduje, dans la zone de gouvernement local de Dawakin Tofa dans l'État de Kano. Il commence ses premières études dans une école coranique de son village, où il est formé aux connaissances islamiques. Plus tard, sa famille déménage dans la ville de Dawakin Tofa où il fréquente l'école primaire de 1956 à 1963. Ganduje fréquente le prestigieux Government College de Birnin Kudu de 1964 à 1968.
Ganduje assiste aux cours de l'Advanced Teachers' College de Kano entre 1969 et 1972. Il va ensuite à l'université Ahmadu-Bello, située à Zaria, dans l'État de Kaduna, où il obtient un baccalauréat en éducation scientifique en 1975. En 1979, il obtient une maîtrise en psychologie de l'éducation appliquée à l'université Bayero de Kano. Plus tard, Ganduje retourne à l'université Ahmadu-Bello de 1984 à 1985 pour une maîtrise en administration publique. Il obtient un doctorat en administration publique à l'université d'Ibadan en 1993.

## Début de carrière politique
Ganduje rejoint le Parti national du Nigeria (NPN) pendant la deuxième République nigériane et est secrétaire adjoint de l'État de Kano de 1979 à 1980. Il perd l'élection de la Chambre des représentants en 1979 sous le NPN et conteste les résultats. Entre 1984 et 1994, il occupe divers postes gouvernementaux au sein de la Federal Capital Development Authority et, en 1994, il devient commissaire de l'État de Kano au ministère des Travaux publics, du Logement et des Transports.
En 1998, il rejoint le Parti démocratique populaire (PDP) et aspire à être le candidat au poste de gouverneur du parti, lors des primaires supervisées par Tony Momoh, Abdullahi Aliyu Sumaila et le sénateur Bala Tafidan Yauri entre autres. Il perd face à Rabiu Kwankwaso.
Ganduje est ensuite choisi comme adjoint du gouverneur Rabiu Kwankwaso entre 1999 et 2003. En plus du poste de sous-gouverneur, il est aussi nommé commissaire au gouvernement local. De 2003 à 2007, il est conseiller spécial (politique) du ministre de la Défense. Ganduje est également secrétaire exécutif de la Commission du bassin du lac Tchad à N'Djaména.

## En tant que Gouverneur de l'État de Kano
En 2014, il est sélectionné comme candidat par consensus du Congrès des progressistes (APC) pour le poste de gouverneur de l'État de Kano. Il bat le candidat du Parti démocratique populaire (PDP), Malam Salihu Takai, avec 1 546 434 voix contre 509 726 voix pour Takai lors des élections pour le poste de gouverneur de 2015. Le 29 mai 2015, il est nommé gouverneur de l'État de Kano, en remplacement de son mentor politique Rabiu Kwankwaso. Au cours de son premier mandat, Ganduje se brouille avec Kwankwaso, qu'il accuse de clientélisme. Son mandat est également marqué par une série de rivalités, voire d'affrontements, avec l'émir Muhammadu Sanusi II, à l'encontre de qui il dirige une enquête pour imprudence financière. En 2019, il est réélu pour un second mandat, battant le gendre de Kwankwaso, Abba Kabir Yusuf, lors d'une élection controversée entachée de malversations électorales.
En 2019, le gouverneur Abdullahi Umar Ganduje promulgue la loi sur la création de quatre nouveaux émirats. Cette décision sans précédent réduit le pouvoir traditionnel de Muhammadu Sanusi II en tant qu'émir. Selon la loi, l'émir de Kano ne présidera plus que 10 zones de gouvernement local sur les 44 de l'État, alors qu'auparavant le domaine de l'émirat s'étendait sur l'ensemble des 44 zones de l'État de Kano. En mars 2020, la législature de l'État lance une nouvelle enquête sur Sanusi pour violation des pratiques traditionnelles, ceci après une décision de la Haute Cour restreignant l'enquête sur la corruption contre Sanusi. Le 9 mars 2020, Ganduje démet et exile l'émir Sanusi, sur la base d'une prétendue « insubordination et manque de respect aux instructions légitimes du bureau du gouverneur »,,.

## Affaire de corruption

### Diffusion de vidéos
En octobre 2018, des clips vidéo qui auraient été enregistrés par une caméra espion sont publiés par le média en ligne Daily Nigerian, montrant le gouverneur recevant des liasses de billets en dollars dans ce qui semble être des pots-de-vin de la part d'entrepreneurs. Le gouverneur, par l'intermédiaire de son commissaire à l'information, nie les allégations et affirme que les clips vidéo ont été trafiqués pour le faire chanter. Il menace de poursuites judiciaires le Daily Nigerian et le journaliste qui a publié les clips vidéo[réf. souhaitée].
En novembre 2018, Ganduje poursuit l'éditeur du Daily Nigerian, Jaafar Jaafar, pour diffamation présumée concernant la publication des vidéos de corruption. Le 30 juin 2021, Ganduje tente de retirer son procès, ajoutant qu'il avait l'intention de porter plainte à nouveau à une date ultérieure. Cependant, le 6 juillet, l'avocat du quotidien, Muhammad Dan'Azumi, dépose une demande reconventionnelle selon laquelle le procès de Ganduje est sans fondement et constitue une perte de temps pour le tribunal. Le lendemain, le juge SB Namalam accorde la requête de retrait de Ganduje mais lui ordonné de payer 400 000 nairas à Jaafar et au Daily Nigerian chacun,. En août 2021, Jaafar déclare que Ganduje n'a pas payé les 800 000 ₦ et contacte ses avocats pour exiger et organiser les paiements.
Le 15 juillet 2021, Ganduje dépose une autre plainte en diffamation contre Jaafar et le Daily Nigerian. Jaafar contre-attaque pour 300 000 ₦.

### Menaces contre l'éditeur
Le 19 mars 2021, Ganduje réitère son affirmation selon laquelle les vidéos ont été trafiquées à la BBC Hausa et déclare qu'il a l'intention de « traiter » avec les journalistes qui ont publié les vidéos. Le 22 mars 2021, Jaafar Jaafar envoie une lettre à l'inspecteur général de la police Mohammed Adamu, déclarant que l'entretien équivalait à une menace et que Ganduje devait être tenu responsable si quelque chose lui arrivait. La lettre répète également les affirmations selon lesquelles Jaafar est en grand danger depuis la diffusion des vidéos et qu'il est de facto « persona non grata » dans l'État de Kano.La lettre réitère également l'appel à ouvrir une enquête. Le commissaire à l'information de l'État de Kano, Mohammed Garba, défend Ganduje, affirmant que l'emploi de « traiter avec » faisait référence au procès en diffamation alors en cours.
Le mois suivant, Jaafar fuit son domicile à Abuja en raison de menaces de mort et de la présence d'hommes non identifiés qui le suivent (il avait déjà cessé définitivement d'habiter à Kano en 2018). Plus tard en avril, des policiers se rendent dans les bureaux du Daily Nigerian à la recherche de Jaafar. Les agents remettent aux employés une convocation au siège de la police à l'encontre de Jaafar pour un interrogatoire concernant des allégations de « complot criminel, diffamation, mensonge injurieux et incitation à la violence »,. Jaafar reste caché et en mai, il s'enfuit avec sa famille au Royaume-Uni par peur des menaces de mort. Il déclare qu'il resterait à l'étranger « jusqu'à ce que ce régime puisse garantir [sa] sécurité et protéger la liberté de la presse ».

### Pression pour destituer le responsable anti-corruption
Fin juin 2021, le Daily Nigerian rapporte que Ganduje fait pression sur l'Assemblée législative de l'État de Kano pour qu'elle destitue Muhuyi Magaji Rimingado de son poste de président de la Commission des plaintes publiques et de la lutte contre la corruption de l'État de Kano (PCACC). Plus tôt en juin, Rimingado, qui avait subi des pressions publiques pour enquêter sur Ganduje depuis le scandale de corruption de 2018, avait demandé des informations sur la construction du Kano Cancer Center et l'achat de diesel par le gouvernement de l'État. La construction du centre de cancérologie était prétendument contrôlée par un associé de la famille Ganduje tandis que l'approvisionnement en diesel du gouvernement était sous le contrôle direct des membres de la famille de Ganduje. Lorsque Rimingado commence à se pencher sur les contrats et la nature de la construction et de l'approvisionnement en diesel du Centre de cancérologie, Ganduje fait pression pour son retrait tout au long de juin 2021.
Début juillet 2021, l'Assemblée législative de l'État de Kano suspend Rimingado pendant un mois pour « rejet d'un comptable déployé auprès de la Commission des plaintes publiques et de la lutte contre la corruption par le bureau du comptable général de l'État ». Le porte-parole de la Chambre, Uba Abdullahi, affirme que le bureau du comptable général avait envoyé une pétition à l'Assemblée législative de l'État pour intervention et que le chef de la majorité Labaran Abdul Madari avait nommé une commission d'enquête,. Ganduje nomme ensuite Mahmoud Balarabe directeur des poursuites publiques au ministère de la Justice de l'État de Kano, président par intérim de la Commission des plaintes publiques et de la lutte contre la corruption.
Le 24 juillet 2021, le juge Sanusi Ado-Ma'aji accorde une requête déposée par Rimingado pour suspendre l'enquête de la Chambre d'assemblée. Le juge ajourne l'affaire jusqu'au 6 août pour de nouvelles audiences,. Malgré la décision, le 27 juillet, le comité d'enquête de la Chambre d'assemblée présente son rapport en affirmant que Rimingado a simulé une maladie pour éviter de témoigner et a agi de manière inappropriée en refusant la nomination du comptable du Comptable général. Le comité recommande ensuite que Rimingado soit démis de ses fonctions, arrêté et poursuivi, tout en recommandant que le comptable, Isah Yusif, commence au PCACC et que la Chambre mette en place un nouveau comité pour examiner les finances du PCACC sous Rimingado. Plus tard dans la journée, le commandement de la police de l'État de Kano arrête et détient Rimingado pour un interrogatoire sur des allégations de « faux » et de « fausse déclaration ».